# Hipparcos
Hipparcos is een satelliet van de Europese ruimtevaartorganisatie ESA die van 1989 tot 1993 sterposities heeft opgemeten ten dienste van de astrometrie.
De naam is afgeleid van het Engelse High Precision Parallax Collecting Satellite en verwijst naar de Griekse astronoom Hipparchus, die ontdekte dat sterposities veranderlijk zijn.
Hipparcos werd gelanceerd op 8 augustus 1989 met een raket van het type Ariane 4 vanaf het Centre Spatial Guyanais bij Kourou (Frans-Guyana) en was tot maart 1993 operationeel.
De enorme stroom aan info die Hipparcos doorstuurde naar de aarde werd verwerkt op grondstations in Duitsland, Australië en de Verenigde Staten. Het was een van de grootste computerprojecten uit de geschiedenis van de astronomie.
Hipparcos bracht de positie van meer dan 100 000 sterren met hoge nauwkeurigheid in kaart; meer dan 1 000 000 sterposities werden iets minder nauwkeurig gemeten. Het berekende hoeken tussen wijd verspreide sterren en registreerde hun helderheid. Elke ster die geselecteerd werd voor studie werd ongeveer 100 keer bekeken gedurende een periode van 4 jaar. Uit de met die metingen bepaalde parallax kan de afstand tot die sterren worden bepaald.
De missie genereerde twee soorten sterrencatalogi, de Hipparcos-catalogus van metingen met hoge precisie van 118 218 sterren en de Tycho-catalogus van metingen met lagere precisie van meer dan 1 000 000 sterren. Laatstgenoemde werd in 2000 bijgewerkt tot Tycho 2, die gegevens bevat van meer dan 2 500 000 sterren.
Uit de door Hipparcos verzamelde gegevens bleek ook dat de Melkweg van vorm verandert. Het project droeg ook bij aan het berekenen van de inslag van de komeet Shoemaker-Levy 9 op Jupiter in 1994.
Hipparcos' onderzoek was tevens een bevestiging van Einsteins algemene relativiteitstheorie over het effect van de zwaartekracht op sterrenlicht.